# Чумалёво
Чума́лево (укр. Чумальово) — село в Буштынской поселковой общине Тячевского района Закарпатской области Украины.
Население по данным 2023 года составляло 2994 человека. Население по переписи 2001 года составляло 2667 человек. Почтовый индекс — 90510. Телефонный код — 3134. Занимает площадь 20,2 км². Код КОАТУУ — 2124488001.